# Einsatzkommando

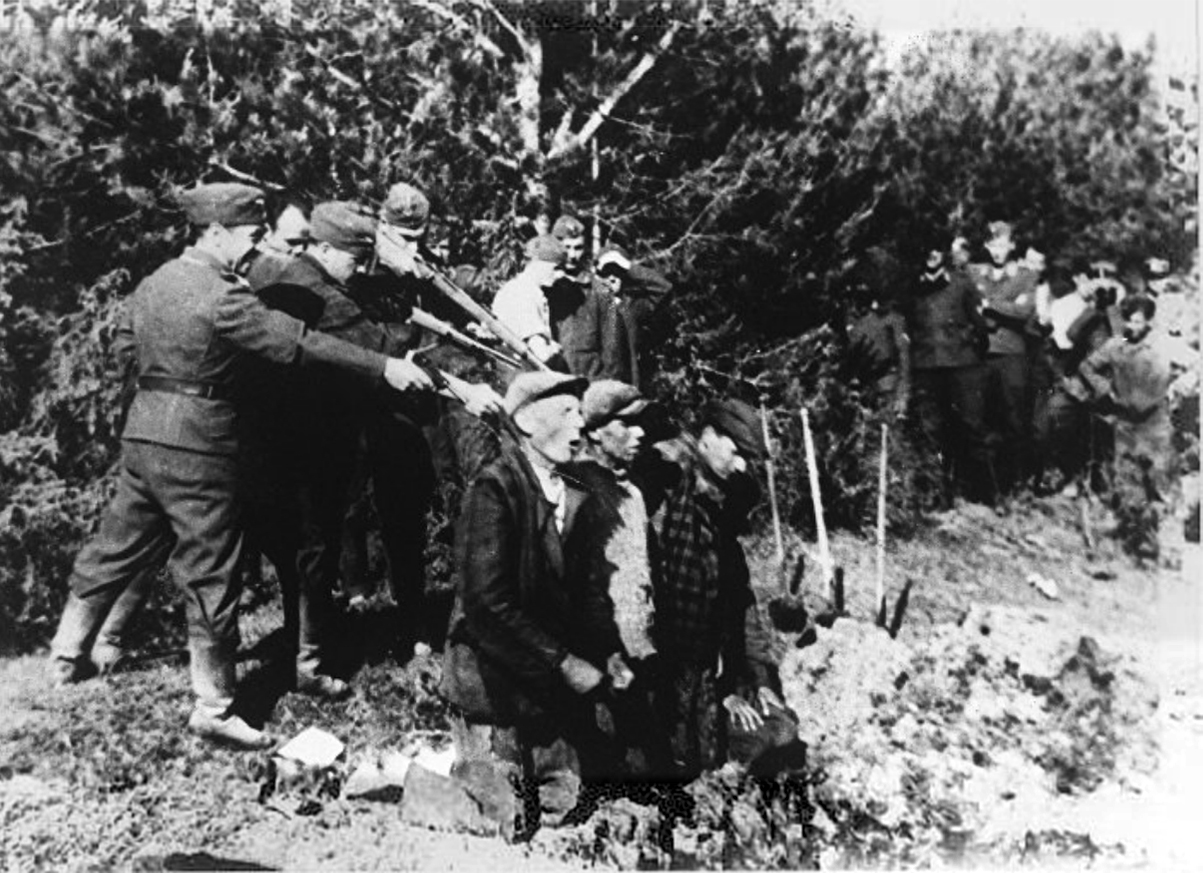
Execução de civis pelo Einsatzkommando na Lituânia (1942)

Durante a Segunda Guerra Mundial, na Alemanha Nazista, os Einsatzkommandos (em português, 'forças-tarefas') eram um subgrupo de cinco grupos móveis Einsatzgruppen -  unidades de polícia política militarizada atuantes na era do Terceiro Reich. Cada Einsatzkommando era geralmente composto de 3 000 homens, dos quais 500 a 1 000 pertenciam à SS. Esses grupos operavam nos territórios ocupados, com a missão eliminar sistematicamente os opositores - reais ou imaginários do regime nazista: intelectuais poloneses,  roms, homossexuais, comunistas, colaboradores do NKVD e judeus, entrando nos territórios conquistados, na esteira da Wehrmacht. Após a eclosão da guerra com a União Soviética com a Operação Barbarossa, o Exercito Vermelho começou a recuar tão rapidamente que os Einsatzgruppen tiveram que ser divididos em dezenas de grupos menores (Einsatzkommandos), responsáveis pelo assassinato dos supostos inimigos do Reich, logo após a entrada da Wehrmacht. Depois da guerra, vários  intgrantes de Einsatzkommandos foram julgados, principalmente no processo dos Einsatzgruppen, considerados culpados por crimes de guerra e enforcados.
Na terminologia militar, o Einsatzkommando equivale aproximadamente à força-tarefa britânica. O termo ainda é usado em organizações paramilitares alemãs, como o SEK e o Einsatzkommando Cobra.

## Organização dosEinsatzgruppen
Os Einsatzgruppen  eram grupos paramilitares formados originalmente em 1938, sob a direção de Reinhard Heydrich, chefe do SD (serviço de segurança) e da Sicherheitspolizei (força policial).  Esses grupos eram operados pela Schutzstaffel (SS). O primeiro Einsatzgruppe a atuar na Segunda Guerra Mundial foi formado no curso da invasão da Polônia, em 1939. Então, seguindo uma diretriz de Hitler e Himmler, os Einsatzgruppen foram reformados, previamente à invasão da União Soviética, em 1941. Os Einsatzgruppen ficaram novamente sob o controle de Reinhard Heydrich, que se tornara Chefe do Gabinete Central de Segurança do Reich (RSHA). Depois do assassinato de Heydrich, passaram ao controle de seu sucessor, Ernst Kaltenbrunner.
Hitler ordenou que a SD e a Sicherheitspolizei suprimissem a ameaça de resistência nativa na retaguarda da Wehrmacht. Heydrich reuniu-se com o general Eduard Wagner, representando Wilhelm Keitel, que concordou com a ativação, o comprometimento, o comando e a jurisdição das unidades de Sicherheitspolizei e SD na Tabela de Operações e Equipamentos (TOE) da Wehrmacht. Nas áreas operacionais de retaguarda, os Einsatzgruppen deveriam se subordinar administrativamente aos exércitos de campo, a fim de realizar as tarefas atribuídas por Heydrich. Sua principal tarefa (durante a guerra), segundo o general da SS Erich von dem Bach, nos julgamentos de Nuremberg, "era a aniquilação dos judeus, ciganos e comissários políticos soviéticos". 
Os comandantes militares sabiam qual era a tarefa dos Einsatzgruppen. Esses grupos dependiam dos respectivos comandantes de exército, que também eram responsáveis por seu pagamento, alimentação e transporte. As relações entre o exército regular, a SiPo e a SD eram próximas. Comandantes dos Einsatzgruppen relataram que a compreensão, por parte dos comandantes da Wehrmacht, acerca das tarefas da Einsatzgruppen, tornou  suas operações consideravelmente mais fáceis.
Para a Operação Barbarossa (junho de 1941), foram criados inicialmente quatro Einsatzgruppen, cada um com 500 a 900 homens, totalizando 3 000 homens. Cada unidade foi agregada a um grupo de exércitos: Einsatzgruppen A, ao Grupo de Exércitos Norte; Einsatzgruppen B, ao Grupo de Exércitos Centro; Einsatzgruppen C, ao Grupo de Exércitos Sul; Einsatzgruppen D, ao 11º Exército Alemão. Liderados pelos policiais da SD, da Gestapo e da Polícia Criminal (Kripo), os Einsatzgruppen incluíam recrutas da polícia regular (Orpo), da SD e da Waffen-SS, além de voluntários uniformizados da força policial auxiliar local. Quando a ocasião exigia, os comandantes do Exército Alemão reforçavam a força dos Einsatzgruppen com suas  tropas  regulares que ajudavam a cercar e matar os supostos inimigos da  Alemanha por vontade própria.

## PrimeirosEinsatzgruppenna Polônia ocupada
Os primeiros oito Einsatzgruppen da Segunda Guerra foram formados em 1939 para a invasão da Polônia. Eram compostos por funcionários da Gestapo, da Kripo e do SD, e foram implementados durante a Operação Tannenberg (em alemão, Unternehmen Tannenberg, que consistia em ações de extermínio de civis poloneses) e a Intelligenzaktion (assassinato secreto, em massa, de membros da intelligentsia polonesa), que duraram até a primavera de 1940, seguidas pela AB-Aktion, também voltada a eliminar intelectuais e membros da elite polonesa e que terminou no final de 1940. Muito antes do ataque à Polônia, os nazistas prepararam uma lista detalhada, identificando mais de 61 mil alvos poloneses pelo nome, com a ajuda da minoria de alemães étnicos que vivia na Polônia. A lista foi impressa como um livro de 192 páginas chamado Sonderfahndungsbuch Polen ('Livro de Investigação Especial Polônia'), e composto apenas de nomes e datas de nascimento. Essa lista incluía políticos, acadêmicos, atores, intelectuais, médicos, advogados, membros da aristocracia, padres, oficiais, entre  outros, e foi colocada à disposição dos paramilitares da SS, auxiliados pela milícia Selbstschutz, formada pelos alemães étnicos da Polônia. Já no final de 1939, eles executaram sumariamente cerca de 50 000 poloneses (judeus e não judeus) nos territórios anexados, incluindo mais de 1 000 prisioneiros de guerra.
Os grupos operacionais da SS receberam números romanos pela primeira vez em 4 de setembro de 1939. Antes disso, seus nomes eram derivados dos nomes de seus locais de origem no idioma alemão.
1. 'Einsatzgruppe I ou EG I-Wien (sob o comando da SS-Standartenfüher Bruno Streckenbach) implantado no 14º Exército.
  1. Einsatzkommando 1/I: SS-Sturmbannführer Ludwig Hahn
  2. Einsatzkommando 2/I: SS-Sturmbannführer Bruno Müller
  3. Einsatzkommando 3/I: SS-Sturmbannführer Alfred Hasselberg
  4. Einsatzkommando 4/I: SS-Sturmbannführer Karl Brunner
2. Einsatzgruppe II ou EG II-Oppeln (sob o comando da SS-Obersturmbannführer Emanuel Schäfer), implantado no 10º Exército.
  1. Einsatzkommando 1/II: SS-Obersturmbannführer Otto Sens
  2. Einsatzkommando 2/II: SS-Sturmbannführer Karl-Heinz Rux
3. Einsatzgruppe III ou EG III–Breslau (sob o comando da SS-Obersturmbannführer und Regierungsrat Hans Fischer) implantado no 8º Exército.
  1. Einsatzkommando 1/III: SS-Sturmbannführer Wilhelm Scharpwinkel
  2. Einsatzkommando 2/III: SS-Sturmbannführer Fritz Liphardt
4. Einsatzgruppe IV ou EG IV–Dramburg (sob o comando da SS-Brigadeführer Lothar Beutel, substituído por Josef Albert Meisinger em outubro de 1939) implementado no 4º Exército na Pomerania
  1. Einsatzkommando 1/IV: SS-Sturmbannführer und Regierungsrat Helmut Bischoff
  2. Einsatzkommando 2/IV: SS-Sturmbannführer und Regierungsrat Walter Hammer
5. Einsatzgruppe V ou EG V–Allenstein (sob o comando da SS-Standartenführer Ernst Damzog) implementado no 3º Exército.
  1. Einsatzkommando 1/V: SS-Sturmbannführer und Regierungsrat Heinz Gräfe
  2. Einsatzkommando 2/V: SS-Sturmbannführer und Regierungsrat Robert Schefe
  3. Einsatzkommando 3/V: SS-Sturmbannführer und Regierungsrat Walter Albath
6. Einsatzgruppe VI (sob o comando da SS-Oberführer Erich Naumann) implementado na área da Wielkopolska
  1. Einsatzkommando 1/VI: SS-Sturmbannführer Franz Sommer
  2. Einsatzkommando 2/VI: SS-Sturmbannführer Gerhard Flesch
7. Einsatzgruppe z. B.V (sob o comando da SS-Obergruppenführer Udo von Woyrsch e SS-Oberführer Otto Rasch), implementado na Alta Silésia e Cieszyn Silesia
8. Einsatzkommando 16 ou EK-16 Danzig (sob o comando da SS-Sturmbannführer Rudolf Tröger), implementado na Pomerania após a retirada da EG-IV e EG-5. O Comando esteve envolvido nos massacres de Piasnica entre o outono de 1939 e a primavera de 1940, realizados em Piasnica Wielka, na comuna de Puck. Os atiradores civis pertenciam à Volksdeutscher Selbstschutz e auxiliavam o EK-16. Durante esse período, aproximadamente 12 000 a 16 000 poloneses, judeus e não judeus, tchecos e alemães foram assassinados (não confundir o Einsatzkommando 16 e o Einsatzgruppe E implantado na Croácia).

## EinsatzgruppeA
O Einsatzgruppe A, anexado ao Grupo de Exércitos Norte, foi formado em Gumbinnen, na Prússia Oriental, em 23 de junho de 1941. Stahlecker - seu primeiro comandante - posicionou a unidade em direção à fronteira com a Lituânia. Seu grupo consistia de 340 homens da Waffen-SS, 89 da Gestapo, 35 da SD, 133 da Orpo e 41 da Kripo. As tropas soviéticas retiraram-se da capital temporária lituana, Kaunas (Kovno), no dia anterior, e a cidade foi tomada pelos lituanos durante o levante anti-soviético. Em 25 de junho, o Einsatzgruppe A entrou em Kaunas com as unidades avançadas do exército alemão.

### Comandantes
1. SS-Brigadeführer und Generalmajor der Polizei Dr. Franz Walter Stahlecker (22 de junho de 1941 - 23 de março de 1942)
2. SS-Brigadeführer und Generalmajor der Polizei Heinz Jost (29 de março - 2 de setembro de 1942)
3. SS-Oberführer und Oberst der Polizei Dr. Humbert Achamer-Pifrader (10 de setembro de 1942 - 4 de setembro de 1943)
4. SS-Oberführer Friedrich Panzinger (5 de setembro de 1943-6 de maio de 1944)
5. SS-Oberführer und Oberst der Polizei Dr. Wilhelm Fuchs (6 de maio - 10 de outubro de 1944)

#### Sonderkommando1a
1. SS-Obersturmbannführer Dr. Martin Sandberger (junho de 1941 - 1943)
2. SS-Obersturmbannführer Bernhard Baatz (1 de agosto de 1943 - 15 de outubro de 1944)

#### Sonderkommando1b
1. SS-Oberführer und Oberst der Polizei Erich Ehrlinger (junho - novembro de 1941)
2. SS-Sturmbannführer Walter Hoffmann (As Deputy) - (janeiro - março de 1942)
3. SS-Obersturmbannführer Dr. Eduard Strauch (março - agosto de 1942)
4. SS-Sturmbannführer Dr. Erich Isselhorst (30 de junho - 1 de outubro de 1943)

#### Einsatzkommando1a
1. SS-Obersturmbannführer Dr. Martin Sandberger (junho de 1942 - 1942)
2. SS-Obersturmbannführer Karl Tschierschky (1942)
3. SS-Sturmbannführer Dr. Erich Isselhorst (novembro de 1942 - junho de 1943)
4. SS-Obersturmbannführer Bernhard Baatz (junho - agosto de 1943)

#### Einsatzkommando1b
1. SS-Sturmbannführer Dr. Hermann Hubig (junho - outubro de 1942)
2. SS-Sturmbannführer Dr. Manfred Pechau (outubro - novembro de 1942)

#### Einsatzkommando1c
1. SS-Sturmbannführer Kurt Graaf (1 de agosto - 28 de novembro de 1942)

#### Einsatzkommando2
1. SS-Obersturmbannführer Rudolf Batz (junho - 4 de novembro de 1941)
2. SS-Obersturmbannführer Dr. Eduard Strauch (4 de novembro - 2 de dezembro de 1941)
3. SS-Sturmbannführer Dr. Rudolf Lange (3 de dezembro de 1941 - 1944)
4. SS-Sturmbannführer Dr. Manfred Pechau (outubro de 1942)
5. SS-Sturmbannführer Reinhard Breder (26 de março de 1943 - julho de 1943)
6. SS-Obersturmbannführer Oswald Poche (30 de julho de 1943 - 2 de março de 1944)

#### Einsatzkommando3
1. SS-Standartenführer Karl Jäger (junho de 1941 - 1 de agosto de 1943)
2. SS-Oberführer und Oberst der Polizei Dr. Wilhelm Fuchs (15 de setembro de 1943 - 27 de maio de 1944)
3. SS-Sturmbannführer Hans-Joachim Böhme (11 de maio - julho de 1944)

### RelatórioJäger
O Relatório Jäger é o registro  mais preciso das atividades de um Einsatzkommando. É uma folha de registro das ações  do Einsatzkommando 3 - um total de assassinatos de 136 421 judeus (46 403 homens, 55 556 mulheres, 34 464 crianças), 1 064 comunistas, 653 pessoas com deficiências mentais e 134 outros, de 2 de julho a 1º de dezembro de 1941. Uma segunda grande varredura ocorreu em 1942, antes que o extermínio em campos de concentração substituísse as execuções a céu aberto dos Einsatzkommando. O Einsatzkommando 3 funcionou no distrito de Kovno (Kaunas), a oeste de Vilna (Vilnius), na Lituânia contemporânea.